# Jeruzalémský kříž

Jeruzalémský kříž

Jeruzalémský kříž (někdy nazývaný kříž Godefroye z Bouillonu) je obecná heraldická figura řeckého kříže (nejčastěji berličkového), který je doprovázen čtyřmi dalšími menšími řeckými kříži. Svůj název má od nejznámějšího použití, jímž je znak jeruzalémského království, kdy je kříž zlatý na stříbrném poli. Řád Božího hrobu užívá kříž červený ve stříbrném poli. 
Symbolických výkladů významů tohoto kříže je více, nejčastěji je vykládán jako narážka na pět ran Kristových, ale také jako obraz Krista a čtyř evangelistů, nebo pěti prvních knih bible či pěti patriarchálních církví starověku.

Znak Jeruzalémského království
Znak Latinského konstantinopolského císařství
Znak Řádu Božího hrobu
Znak františkánské Kustodie Svaté země